# حسن کاماگاته
حسن کاماگاته (انگلیسی: Hassane Kamagaté؛ زادهٔ ۶ مهٔ ۱۹۷۰) بازیکن فوتبال اهل بورکینافاسو بود.
وی همچنین در تیم ملی فوتبال بورکینافاسو بازی کرده است.